# Freedom (pel·lícula)
Freedom és una pel·lícula estatunidenca dirigida per Peter Cousens, protagonitzada per Cuba Gooding Jr., William Sadler i Sharon Leal. S'ha doblat i subtitulat al català.
La pel·lícula explica dues històries en paral·lel. La primera és la fugida de l'esclavitud d'una família negra anterior a la Guerra Civil de Virgínia cap al Canadà, ajudada pel Ferrocarril Subterrani, quàquers devots i Frederick Douglass. La segona història és el viatge d'un avantpassat des d'Àfrica (Gàmbia) fins a una colònia britànica al Nou Món (Carolina del Sud).